# Omaha hold 'em
Omaha hold 'em (còn được gọi là Omaha holdem hoặc nói đơn giản là Omaha) là một trò chơi bài xì tố cộng đồng tương tự như Texas hold' em, trong đó mỗi người chơi được chia bốn lá bài và phải làm tốt nhất tay bài của mình sử dụng chính xác hai lá bài của mình, và ba trong số năm lá bài chung. Nguồn gốc chính xác của trò chơi là không rõ, nhưng giám đốc điều hành casino Robert Turner đầu tiên đưa Omaha vào một sòng bạc khi ông giới thiệu trò chơi cho Bill Boyd, người đã đưa trò chơi này vào tại Las Vegas Golden Nugget Casino (gọi nó là "Nugget Hold" em "). Omaha sử dụng một bộ bài Pháp 52 lá. Cách chơi giới hạn Omaha hold'em 8 hoặc tốt hơn là trò chơi "O" có trong H.O.R.S.E. Cả hai giới hạn Omaha/8 và Omaha giới hạn gà đều có trong 8-Game.

## Luật chơi

### Bộ bài
Cũng như Hold'em, trò Omaha sử dụng 52 lá trong bộ bài chuẩn. Gồm có 4 chất: cơ, rô, bích, chuồn. Mỗi chất có 13 lá bài, từ 2 cho đến A.

### Vị trí Dealer (Button)
Trong mỗi ván bài sẽ có một người chơi đảm nhiệm vị trí Dealer, được ký hiệu bằng một nút nhỏ hình tròn. Dealer sẽ là người tráo và chia bài trong ván (trừ khi bàn có người chuyên làm việc này trên bàn (Dealer, ngườii này không tham gia chơi)). Hai người ngồi bên trái Dealer là hai người phải đặt tiền vào bàn trước ván (gọi là Small Blind và Big Blind (Big Blind đặt gấp đôi Small Blind)).

### Hai điểm khác biệt giữa Hold'em và Omaha
Bài tẩy: bắt đầu ván bài, mỗi người chơi sẽ được chia 4 lá bài riêng (bài tẩy), thay vì chỉ 2 lá như trong Texas Hold'em.
Cách kết hợp bài: người chơi buộc phải dùng 2 trong 4 lá bài tẩy của mình để kết hợp với 3 trong số các lá bài chung trên bàn tạo thành tay bài mạnh nhất gồm 5 lá.

### Bài chung
Trên bàn sẽ lật ra tổng cộng 5 lá bài chung trong 4 vòng cược (3 lá ở Flop, 1 lá ở Turn và 1 lá ở River).

### Hành động
Ở mỗi vòng cược, người chơi có các tùy chọn hành động sau: Check, Call, Bet, Raise hoặc Fold. Ý nghĩa mỗi hành động tương tự như các kiểu chơi Poker khác.

### Cách thắng một ván bài
Cũng như các trò Poker khác, để thắng một ván bài Omaha bạn hoặc phải có bài mạnh nhất khi ngửa bài hoặc phải ép tất cả đối thủ bỏ cuộc (Fold) trước đó.

### Xếp hạng bài
Xếp hạng bài trong Omaha cũng giống như trong trò Hold'em. Thứ tự từ mạnh đến yếu như sau:
1. Sảnh rồng – Royal Flush
2. Thùng phá sảnh – Straight Flush
3. Tứ quý – Four of a kind
4. Cù lũ – Full house
5. Thùng – Flush
6. Sảnh – Straight
7. Bộ ba – Three of a kind
8. Hai đôi – Two pair
9. Một đôi – Pair
10. Mậu thầu – High card

Bạn có thể xem giải thích kỹ càng cho từng hand tại bài Thứ tự bài poker .

## Diễn biến một ván bài Omaha hoàn chỉnh

### #1. Đặt tiền mù (blinds)
Hai người chơi bên tay trái vị trí Dealer sẽ lần lượt đặt tiền mù theo quy định. Người đầu tiên bên trái Dealer đặt mù nhỏ (small blind), người kế tiếp đặt mù lớn (big blind). Chẳng hạn trong 1 bàn Pot Limit Omaha 1$/2$ thì mù nhỏ là 1$ và mù lớn là 2$.

### #2. Chia bài
Mỗi người chơi sẽ được chia 4 lá tẩy, không ai nhìn thấy bài tẩy của ai. Các vòng cược bắt đầu diễn ra.

### #3. Vòng cược đầu tiên – Pre-Flop
Người chơi sát bên tay trái mù lớn sẽ hành động đầu tiên với các tùy chọn: fold, call hoặc raise. Sau đó lần lượt những người chơi tiếp theo sẽ hành động theo chiều kim đồng hồ.
Một vòng cược chỉ kết thúc khi 1) tất cả mọi người đều đã được hành động và 2) lượng tiền cược của tất cả người chơi chưa bỏ bài đã ngang bằng nhau.

### #4. Vòng cược thứ hai – Flop
3 lá bài chung đầu tiên sẽ được lật ra ở giữa bàn, dành cho tất cả mọi người.
Một vòng cược mới bắt đầu từ người đầu tiên còn lại (người chưa fold) bên tay trái của Dealer. Người này có thể check hoặc bet. Sau đó lần lượt những người kế tiếp sẽ hành động theo chiều kim đồng hồ, tương tự như vòng trước.

### #5. Vòng cược thứ ba – Turn
Lá bài chung thứ 4 sẽ được lật ra trên bàn.
Những người chơi còn lại tiến hành một vòng cược mới với các quy tắc cũ. Lượt chơi cũng vẫn bắt đầu từ người đầu tiên còn lại bên trái của Dealer.

### #6. Vòng cược thứ tư – River
Lá bài chung thứ 5, cũng là lá bài chung cuối cùng, được lật ra trên bàn.
Những người chơi còn lại bước vào vòng cược cuối cùng cũng với các quy tắc cũ. Người chơi đầu tiên còn lại bên trái của Dealer sẽ hành động trước.

### #7. So bài – Showdown
Nếu sau 4 vòng cược còn lại từ 2 người chơi trở lên, mọi người sẽ ngửa bài để xác định ai thắng. Người chơi có kết hợp 5 lá bài mạnh nhất sẽ thắng. Trong trường hợp bài ngang nhau, pot sẽ được chia đều cho người thắng.
Bạn có biết ai là người thắng ở tình huống trên? Nhắc lại quy tắc kết hợp bài trong trò Omaha, bạn phải dùng 2 và chỉ 2 trong 4 lá bài tẩy của mình để liên kết với đúng 3 trong 5 lá bài chung tạo thành bộ 5 lá bài đẹp nhất có thể. Như vậy, người chơi ngồi trước có tay bài cuối cùng là: 5-5-5-A-Q. Còn tay bài cuối cùng của người chơi ngồi ở Dealer là: A-A-10-10-Q. Tất nhiên bộ ba sẽ thắng rồi!

### #8. Bắt đầu một ván bài mới
Sau khi pot đã được trao cho người thắng, một ván bài Omaha mới sẽ diễn ra. Nút Dealer dịch chuyển tới người chơi kế tiếp theo chiều kim đồng hồ.

## Các biến thể của trò Omaha
Trò poker Omaha có 2 biến thể được chơi nhiều nhất. Đó là trò Omaha thông thường (còn gọi là Omaha high), và trò Omaha Hi/Lo (còn gọi là Omaha 8-or-better).
Với trò Omaha thông thường, cách chơi sẽ tương tự như trò Hold'em. Tức là người chơi cạnh tranh nhau để ăn pot với bài mạnh nhất. Nhưng trong trò Omaha Hi/Lo, pot sẽ được chia làm 2 phần, một nửa dành cho bài cao tốt nhất như bình thường, còn một nửa dành cho bài thấp tốt nhất.
Để có một tay bài đạt tiêu chuẩn "bài thấp", bạn phải có 5 lá bài khác nhau thấp hơn 8.
Tất nhiên, nếu không ai có bài thỏa mãn điều kiện "bài thấp" thì bài cao mạnh nhất sẽ ăn toàn bộ pot.
Ví dụ: Sau đây là một tình huống ngửa bài ở cuối một ván Omaha Hi/Lo
- Player 1 sẽ thắng nửa pot cao với hand là: Q-Q-Q-A-8
- Player 1 cũng có "bài thấp": A-2-4-5-8; nhưng Player 2 có "bài thấp" tốt hơn: A-2-3-5-8. Do đó, Player 2 sẽ thắng nửa pot thấp